# حتان
حتان (به عربی: حتان) یک روستا در سوریه است که در ناحیه قورقینا واقع شده‌است. حتان ۹۲۸ نفر جمعیت دارد.